# The Cozart
The Cozart è il trentunesimo mixtape del rapper statunitense Chief Keef, pubblicato il 28 settembre 2018 dalle etichette discografiche Glo Gang e RBC Records.

## Tracce
1. Here Ye – 3:14
2. Same – 2:51
3. Chiraq – 4:06
4. Soldier – 3:27
5. Shorty – 3:28
6. Clutchin – 2:44
7. Barry Blonds – 3:25
8. Selfish – 3:14
9. Beans & Magazines – 2:55
10. Viral – 3:58
11. Hellcat – 3:04
12. For Right Mow – 2:45
13. Keep That – 2:50
14. In There – 2:41
15. Ammunition – 2:47
16. Same (Tylee & Marvel Years Remix) – 2:26
17. Chiraq (Emac Remix) – 3:21